# Єлизавета Альбертіна Ангальт-Дессауська
Єлизавета Альбертіна Ангальт-Дессау (нім. Elisabeth Albertine von Anhalt-Dessau, 1 травня 1665 — 5 жовтня 1706) — німецька принцеса з династії Асканіїв, донька князя Ангальт-Дессау Йоганна Георга II та Генрієтти Катерини Оранської-Нассау, настоятелька Герфордського монастиря під іменем Єлизавета IV у 1680–1686 роках, згодом — дружина герцога Саксен-Вайзенфельс-Барбі Генріха.

## Життєпис
Єлизавета Альбертіна з'явилась на світ 1 травня 1665 року в Кельні-на-Шпреє. Вона стала першою з дітей князя Ангальт-Дессау Йоганна Георга II та його дружини Генрієтти Катерини Оранської-Нассау, які вижили. Згодом в родині народилися ще п'ять доньок та син.

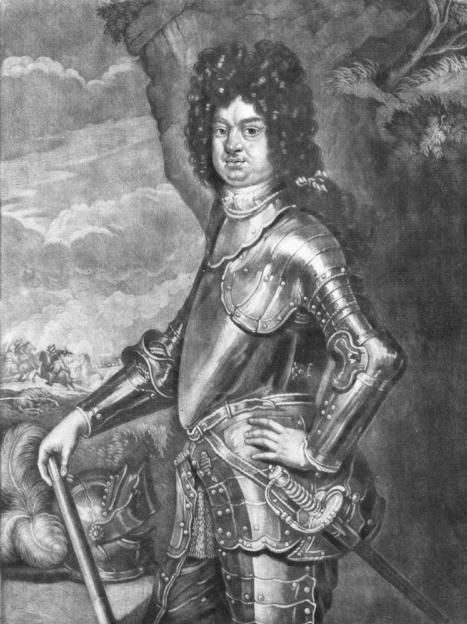
Генріх Саксен-Вайзенфельс-Барбі

Батько волів бачити старшу доньку служницею Господа, тож Єлизавету у п'ятнадцятирічному віці було обрано абатисою Герфордського монастиря. Вона вступила на посаду 18 червня 1680 року як Єлизавета IV.
У 1686 році вона вийшла заміж за герцога Саксен-Вайзенфельс-Барбі Генріха. Весілля відбулося 30 березня у Дессау. Живими у подружжя народилося п'ятеро дітей.
Померла Єлизавета Альбертіна 5 жовтня 1706 року при народженні доньки. Дитина також не вижила.
Похована в родинній гробниці замка Барбі.

## Родина
Чоловік — Генріх Саксен-Вайзенфельс-Барбі
ДІти:
- Йоганн Август (1687–1688) помер немовлям;
- Йоганн Август (24 липня—21 жовтня 1689) помер немовлям;
- Фрідріх Генріх (1692–1711) помер у 19-річному віці неодруженим;
- Георг Альбрехт (1695–1739) — наступний герцог Саксен-Вайзенфельс-Барбі, був пошлюблений із Августою Луїзою Вюртемберг-Бернштадт, розлучився, дітей не мав;
- Генрієтта Марія (1697–1719) померла у 22-річному віці неодруженою.